# Sierakowo (powiat kościański)
Sierakowo – wieś w Polsce położona w województwie wielkopolskim, w powiecie kościańskim, w gminie Kościan.

## Historia
Miejscowość pierwotnie związana była z Wielkopolską. Ma metrykę średniowieczną i istnieje co najmniej od początku XIV wieku. Wymieniona w dokumencie z 1307 jako „ Sirakowo”, 1400 „Sierakow”, 1402 „Syracowo”, 1405 „Siracowo”, 1410 „Sziracowo”, 1530 „Schirakovo”, 1546 „Syrakow” 1546 „Schircke”.
Miejscowość była początkowo wsią rycerską należącą do rodu Borków, a później stała się własnością miasta Kościan. W XIV wieku leżała w powiecie kościańskim Korony Królestwa Polskiego. W 1563 należała do parafii Kościan.
Pierwszy zachowany zapis historyczny o wsi pochodzi z 1307 gdzie odnotowano dziedzica wsi Borka, żyjącego na przełomie XIII i XIV wieku. Miejscowość należała potem prawdopodobnie do jego syna Przybysława Borkowica. Potomkowie Borków, m.in. Wichna bratanica Przybysława Borkowica, w połowie XIV wieku przenieśli prawdopodobnie nazwę Sieraków na nowo lokowane miasto Sieraków nad Wartą.
Zachowany falsyfikat oblatowany w 1548 podaje błędną informację, że wieś w 1400 należała do miasta Kościan. Informacja oparta jest na dokumencie wystawionym przez kancelarię  króla polskiego Władysława Jagiełły z 27 kwietnia 1400, który przeniósł miasto Kościan z prawa polskiego na prawo magdeburskie jakie stosowano w Ponaniu przyłączając jednocześnie do miasta wsie Nacław, Czarnkowo i Sierakowo oraz poddając je pod jurysdykcję wójta kościańskiego równocześnie wyjmując je spod jurysdykcji prawa ziemskiego.  Błąd pojawił się prawdopodobnie w czasie późniejszym, kiedy oryginalny dokument się zdezaktualizował i w 1548 rada miejska Kościana postanowiła wystawić jego falsyfikat gdzie dopisano posiadanie Sierakowa w 1400, które jednak zostało kupione przez miasto dopiero10 lat później.
W roku 1400  Sierakowo było jeszcze wsią rycerską o czym świadczą inne zachowane dokumenty historyczne. Z roku 1402 zachował się wpis sądowy mówiący o tym, że kasztelanowa Wichna prawnuczka Borka pozwała stolnika poznańskiego oraz mieszczanina kościańskiego Mikołaja Lubiatowskiego  o dokonanie zbrojnego napadu z 50 ludzi na jej posiadłość Sierakowo pod Kościanem i dokonanie tam różnych gwałtów.  W 1410 jako dziedzic we wsi wspomniany został syn Wichny Borek z Grodziska, który dopiero w tym roku sprzedał wieś miastu Kościan, a w zamian otrzymał od nich Srocko Wielkie. W 1410 woźny sądu ziemskiego w imieniu mieszczan kościańskich zapowiedział wieś Sierakowo kupioną przez nich od Borka z Grodziska.
W 1425 mieszczanie kościańscy oraz rządca z Sierakowa toczyli proces z Dobiesławą oraz jej mężem Kuszem ze Szczodrowa. W 1440 wieś Sierakowo wymieniona została wśród wsi należących do miasta Kościana. Król polski Władysław II Jagiełło zapisał podczaszemu poznańskiemu oraz staroście kościańskiemu Łukaszowi Górce 1000 grzywien na tych dobrach. W 1512 Jan Gabriel z Sierakowa pozwany został o jedną grzywnę zaległego czynszu dla altarystów kościoła parafialnego w Kościanie. W 1526 pracownik Wojciech Marek z Sierakowa zawarł ugodę ze swoim ojczymem Marcinem Wonietz (Woniecz). Ojczym maiał mu wypłacić 12 grzywien, a on zobowiązał się, że nie będzie więcej występował o swą ojcowiznę. W 1544 Wojciech zrezygnował z dóbr po ojcu w Sierakowie, przyległych do dóbr Jana Gołąbka, na rzecz Marcina Wonietz.
W 1549 odnotowano ławników z Sierakowa: włodarza Tomasza Futzmana, Jana Gołąbka, Jana Glogera oraz Łukasza Czepela. W 1662 król polski Jan Kazimierz, odnawiając miastu Kościan przywileje miejskie z powodu spalenia się oryginalnych dokumentów, oświadczył na podstawie zeznań, że od dawna do miasta włączone były wsie Nacław, Sierakowo, Czarnkowo i część Kurzej Góry, przeniesione z prawa ziemskiego na niemieckie.
Miejscowość odnotowały także historyczne rejestry podatkowe. W latach 1530–1580 Sierakowo zapłaciło podatki: w 1530 od 6 łanów oraz 2 kwart roli, a sołtys od 2 łanów. W 1563 od 10 łanów, 2 komorników, młyna wodnego dorocznego o 5 kołach walnych oraz od wiatraka dorocznego. W 1566 pobrano podatki od 10 łanów, 9 zagrodników, jednego młyna wodnego dorocznego o 5 kołach oraz od wiatraka dorocznego. W 1581 miał miejsce pobór podatków od 10 i 1/4 łana, 3 zagrodników z rolami, 5 zagrodników „wymłockowych”, jednego komornika, jednego pługa ratajskiego, młyna wodnego dorocznego o 4 kołach oraz wiatraka dorocznego.
W wyniku II rozbioru Rzeczypospolitej w 1793, miejscowość przeszła w posiadanie Prus i jak cała Wielkopolska znalazła się w zaborze pruskim. W okresie Wielkiego Księstwa Poznańskiego (1815-1848) miejscowość wzmiankowana jako Sierakowo należała do wsi większych w ówczesnym powiecie Kosten rejencji poznańskiej. Sierakowo należało do okręgu kościańskiego tego powiatu i stanowiło część majątku Czarków (Czarkowo), który należał wówczas do miasta Kościan. Według spisu urzędowego z 1837 roku Sierakowo liczyło 232 mieszkańców, którzy zamieszkiwali 27 dymów (domostw).
W latach 1975–1998 miejscowość należała administracyjnie do województwa leszczyńskiego.